# Cosmoscarta apiana
Cosmoscarta apiana är en insektsart som beskrevs av Victor Lallemand 1935. Cosmoscarta apiana ingår i släktet Cosmoscarta och familjen spottstritar. Inga underarter finns listade i Catalogue of Life.